# Pico (Włochy)
Pico – miejscowość i gmina we Włoszech, w regionie Lacjum, w prowincji Frosinone.
Według danych na rok 2004 gminę zamieszkiwały 3123 osoby, 97,6 os./km².